# Rajd Francji 2001
Rezultaty Rajdu Francji (45ème Tour de Corse – Rallye de France), eliminacji Rajdowych Mistrzostw Świata w 2001 roku, który odbył się w dniach 19  – 21 października. Była to dwunasta runda czempionatu w tamtym roku i piąta asfaltowa, a także jedenasta w Production World Rally Championship oraz czwarta w Junior World Rally Championship. Bazą rajdu było miasto Ajaccio. Zwycięzcami rajdu została hiszpańska załoga Jesús Puras i Marc Martí w Citroënie Xsarze WRC. Wyprzedzili oni Francuzów Gilles’a Panizziego i Hervé’a Panizziego w Peugeocie 206 WRC oraz inną załogę Peugeota, Francuzów Didiera Auriola i Denisa Giraudeta. Z kolei w Production WRC zwyciężyła urugwajsko-argentyńska załoga Gustavo Trelles i Jorge del Buono, jadący Mitsubishi Lancerem Evo VI, a w Junior WRC inna francusko-monakijska załoga, Sébastien Loeb – Daniel Elena w Citroënie Saxo VTS S1600.
Rajdu nie ukończyło sześć załóg fabrycznych. Fin Marcus Grönholm w Peugeocie 206 WRC na 8. odcinku specjalnym uległ wypadkowi. Na 2. odcinku specjalnym wycofał się Hiszpan Carlos Sainz, w Fordzie Focusie WRC, a powodem wycofania się było nieprawidłowe ciśnienie oleju. Fin Tommi Mäkinen w Mitsubishi Lancerze WRC wycofał się na 5. odcinku specjalnym na skutek wypadku. Kierowca Citroëna Xsary WRC, Francuz Philippe Bugalski, odpadł z rajdu na 1. oesie z powodu wypadku. Z rajdu odpadli również dwaj kierowcy Škody Octavii WRC, Niemiec Armin Schwarz i Belg Bruno Thiry. Powodem wycofania się Niemca była awaria silnika, a Belga – awaria skrzyni biegów.

## Klasyfikacja ostateczna
| Miejsce                     | Zawodnik                  | Pilot                     | Samochód                  | Czas                      | Strata                    | Grupa                     | Punkty                    |
| WRC (pierwsza dziesiątka)   | WRC (pierwsza dziesiątka) | WRC (pierwsza dziesiątka) | WRC (pierwsza dziesiątka) | WRC (pierwsza dziesiątka) | WRC (pierwsza dziesiątka) | WRC (pierwsza dziesiątka) | WRC (pierwsza dziesiątka) |
| --------------------------- | ------------------------- | ------------------------- | ------------------------- | ------------------------- | ------------------------- | ------------------------- | ------------------------- |
| 1.                          | Jesús Puras               | Marc Martí                | Citroën Xsara WRC         | 3:58:35.5                 |                           | A8                        | 10                        |
| 2.                          | Gilles Panizzi            | Hervé Panizzi             | Peugeot 206 WRC           | 3:58:53.0                 | +17.5                     | A8 M                      | 6                         |
| 3.                          | Didier Auriol             | Denis Giraudet            | Peugeot 206 WRC           | 3:59:47.4                 | +1:11.9                   | A8 M                      | 4                         |
| 4.                          | Richard Burns             | Robert Reid               | Subaru Impreza WRC        | 4:03:28.6                 | +4:53.1                   | A8 M                      | 3                         |
| 5.                          | Petter Solberg            | Phil Mills                | Subaru Impreza WRC        | 4:03:29.4                 | +4:53.9                   | A8 M                      | 2                         |
| 6.                          | Markko Märtin             | Michael Park              | Subaru Impreza WRC        | 4:03:57.1                 | +5:21.6                   | A8 M                      | 1                         |
| 7.                          | Harri Rovanperä           | Risto Pietiläinen         | Peugeot 206 WRC           | 4:06:02.4                 | +7:26.9                   | A8                        |                           |
| 8.                          | Piero Liatti              | Carlo Cassina             | Hyundai Accent WRC        | 4:06:44.7                 | +8:09.2                   | A8 M                      |                           |
| 9.                          | Alister McRae             | David Senior              | Hyundai Accent WRC        | 4:07:28.2                 | +8:52.7                   | A8 M                      |                           |
| 10.                         | François Delecour         | Daniel Grataloup          | Ford Focus WRC            | 4:08:41.6                 | +10:06.1                  | A8                        |                           |
| PWRC (punktujący zawodnicy) |                           |                           |                           |                           |                           |                           |                           |
| 1. (17.)                    | Gustavo Trelles           | Jorge del Buono           | Mitsubishi Lancer Evo VI  | 4:22:51.3                 |                           | N4                        | 10                        |
| 2. (18.)                    | Jean-Marc Sanchez         | Jean-François Scelo       | Mitsubishi Lancer Evo VI  | 4:23:43.4                 | +52.1                     | N4                        | 6                         |
| 3. (24.)                    | Stanisław Griazin         | Dmitrij Jeremiejew        | Mitsubishi Lancer Evo VI  | 4:28:59.5                 | +6:08.2                   | N4                        | 4                         |
| 4. (26.)                    | Eddie Mercier             | Jean-Michel Véret         | Renault Clio RS           | 4:30.23.8                 | +7:32.5                   | N3                        | 3                         |
| 5. (30.)                    | Richard Bourcier          | Jean-Marc Ducousso        | Renault Clio Williams     | 4:37:12.2                 | +14:20.9                  | N3                        | 2                         |
| 6. (31.)                    | Jean-Paul Aymé            | Brigitte Aymé             | Mitsubishi Lancer Evo VI  | 4:39:05.0                 | +16:13.7                  | N4                        | 1                         |
| JWRC (punktujący zawodnicy) |                           |                           |                           |                           |                           |                           |                           |
| 1. (13.)                    | Sébastien Loeb            | Daniel Elena              | Citroën Saxo VTS S1600    | 4:16:16.4                 |                           | A6                        | 10                        |
| 2. (14.)                    | Andrea Dallavilla         | Giovanni Bernacchini      | Fiat Punto S1600          | 4:16:24.9                 | +8.5                      | A6                        | 6                         |
| 3. (15.)                    | Giandomenico Basso        | Flavio Guglielmini        | Fiat Punto S1600          | 4:21:25.7                 | +5:09.3                   | A6                        | 4                         |
| 4. (16.)                    | Niall McShea              | Michael Orr               | Citroën Saxo VTS S1600    | 4:21:47.9                 | +5:31.5                   | A6                        | 3                         |
| 5. (19.)                    | Sergio Vallejo            | Diego Vallejo             | Fiat Punto S1600          | 4:24:13.4                 | +7:57.0                   | A6                        | 2                         |
| 6. (20.)                    | Martin Stenshorne         | Clive Jenkins             | Ford Puma S1600           | 4:25:52.1                 | +9:35.7                   | A6                        | 1                         |

1. ↑  Litera M przy oznaczeniu grupy do której należy samochód oznacza, iż tylko ci kierowcy zdobywali punkty dla swoich zespołów liczonych w klasyfikacji producentów na koniec sezonu.

## Zwycięzcy odcinków specjalnych
| Dzień      | Odcinek | G. rozp. | Nazwa                  | Długość  | Zwycięzca         | Czas    | Lider rajdu    |
| ---------- | ------- | -------- | ---------------------- | -------- | ----------------- | ------- | -------------- |
| 1 (19 PAŹ) | SS1     | 08:56    | Cuttoli - Peri 1       | 17.40 km | Gilles Panizzi    | 11:24.6 | Gilles Panizzi |
| 1 (19 PAŹ) | SS2     | 09:44    | Ocana - Radicale 1     | 27.64 km | Jesús Puras       | 17:17.5 | Jesús Puras    |
| 1 (19 PAŹ) | SS3     | 11:46    | Ste Marie Sicche 1     | 36.73 km | Jesús Puras       | 23:49.7 | Jesús Puras    |
| 1 (19 PAŹ) | SS4     | 14:04    | Cuttoli - Peri 2       | 17.40 km | Gilles Panizzi    | 11:21.8 | Jesús Puras    |
| 1 (19 PAŹ) | SS5     | 14:52    | Ocana - Radicale 2     | 27.64 km | odcinek anulowany | -       | Jesús Puras    |
| 2 (20 PAŹ) | SS6     | 09:15    | Ste Marie Sicche 2     | 36.73 km | Jesús Puras       | 23:38.2 | Jesús Puras    |
| 2 (20 PAŹ) | SS7     | 11:40    | Gare de Carbuccia 1    | 11.02 km | Gilles Panizzi    | 7:14.3  | Jesús Puras    |
| 2 (20 PAŹ) | SS8     | 12:05    | Vero - Pont d'Azzana 2 | 18.28 km | Colin McRae       | 13:06.0 | Jesús Puras    |
| 2 (20 PAŹ) | SS9     | 12:40    | Lopigna - Sarrola 1    | 30.11 km | Jesús Puras       | 19:33.8 | Jesús Puras    |
| 2 (20 PAŹ) | SS10    | 14:31    | Gare de Carbuccia 2    | 11.02 km | Jesús Puras       | 7:17.8  | Jesús Puras    |
| 2 (20 PAŹ) | SS11    | 14:57    | Vero - Pont d'Azzana 2 | 18.28 km | Jesús Puras       | 12:48.1 | Jesús Puras    |
| 2 (20 PAŹ) | SS12    | 15:32    | Lopigna - Sarrola 2    | 30.11 km | Jesús Puras       | 19:23.4 | Jesús Puras    |
| 3 (21 PAŹ) | SS13    | 09:59    | Penitencier Coti 1     | 24.05 km | Gilles Panizzi    | 15:10.6 | Jesús Puras    |
| 3 (21 PAŹ) | SS14    | 10:35    | Pont de Calzola 1      | 31.79 km | Jesús Puras       | 19:10.4 | Jesús Puras    |
| 3 (21 PAŹ) | SS15    | 12:37    | Penitencier Coti 2     | 24.05 km | Gilles Panizzi    | 15:08.2 | Jesús Puras    |
| 3 (21 PAŹ) | SS16    | 13:13    | Pont de Calzola 2      | 31.79 km | Richard Burns     | 20:32.8 | Jesús Puras    |

## Klasyfikacja po 12 rundach
Tabele przedstawiają tylko pięć pierwszych miejsc.

### Kierowcy
| Lp. | Kierowca        | Pkt |
| --- | --------------- | --- |
| 1   | Colin McRae     | 40  |
| 2   | Tommi Mäkinen   | 40  |
| 3   | Richard Burns   | 34  |
| 4   | Carlos Sainz    | 33  |
| 5   | Harri Rovanperä | 27  |

### Producenci
| Lp. | Producent                    | Pkt |
| --- | ---------------------------- | --- |
| 1   | Ford Martini                 | 83  |
| 2   | Peugeot Total                | 76  |
| 3   | Marlboro Mitsubishi Ralliart | 67  |
| 4   | Subaru World Rally Team      | 55  |
| 5   | Škoda Motorsport             | 15  |